# Candale-i Anna magyar királynévá koronázása Székesfehérváron 1502-ben
A Candale-i Anna magyar királynévá koronázása az az esemény, amelynek során XII. Lajos francia király unokahúgát, a 18 éves Annát 1502. szeptember 29-én Székesfehérvárott II. Ulászló magyar király a felek szövetségkötése értelmében feleségül vette, és Bakócz Tamás esztergomi érsek magyar királynévé koronázta. Anna így a Magyarország és Franciaország között kötött szövetség következtében lett Magyarország királynéja 1502-ben.

## A Foix–Jagelló házasság előzményei
Valois Magdolna francia királyi hercegnő és V. László magyar és cseh király meghiúsult egybekelése után
55 évvel kerülhetett csak sor a korábbi jegyesek unokahúgának és unokaöccsének a házasságára, amikor Valois Magdolna férjének, Gaston vianai hercegnek az unokahúga, a Foix-házból származó Candale-i Anna és V. László unokaöccse, II. (Jagelló) Ulászló (Dobzse László) magyar és cseh király között a tényleges házasságkötés immár megvalósult.

### A francia–magyar szövetség megkötése: 1500–1501
XII. Lajos francia király, aki I. (Anjou) Mária magyar királynő első férjeként 1385-től a haláláig a magyar királyi címet is viselő I. Lajos orléans-i herceg unokája volt, hathatós és erőteljes velencei támogatás mellett a török elleni szövetség fejében házassági ajánlatot tett az épp frissen elvált II. Ulászlónak, miután a Borgia pápa, VI. Sándor 1500. április 7-én felbontotta II. Ulászló mindkét, Brandenburgi Borbálával és Aragóniai Beatrixszal bigámia terhe alatt kötött házasságát. A pápa a francia király első házasságát is érvénytelenítette 1498-ban, és ezért XII. Lajos a pápa házasságon kívül született fiát, Cesare Borgia bíborost kinevezte Valentinois hercegévé, és az egyházból való kilépése után 1499-ben összeházasította III. János navarrai király húgával, Albret Saroltával, aki a francia királyné, I. Anna breton hercegnő elsőfokú unokatestvérének, I. Katalin navarrai királynőnek volt a sógornője. A szövetség a magyar, a francia és a lengyel király, I. (Jagelló) Sándor között 1500. július 14-én Budán köttetett meg. A tárgyalások folytatásaként II. Ulászló 1500. július 30-án követséget küldött a francia királyhoz menyasszonynézőbe Cseh György nevű cseh kamarása személyében, aki szeptember végén érkezett Blois-ba, ahol a francia király tartózkodott. II. Ulászló követe megtekintette a király két nőrokonát, a két eladó lányt, Candale-i Annát és Foix Germánát, és magával vitte azok arcképeit. II. Ulászló hosszas habozás után, mert a leírások szerint mindkét lány nagyon csinos volt – vagy más vélemény alapján egyik menyasszonyjelölt sem tetszett Ulászlónak –, végül Annát választotta, valószínűleg csak az életkora miatt, hiszen Anna ekkor már a 18. életévébe lépett, míg Germána még a 14. életévét sem töltötte be, bár már 12 éves korától eladósorba került, viszont Annától várhattak hamarabb trónörököst, ami az előnyös politikai kapcsolatok mellett szintén fontos tényező volt egy ideális menyasszonyjelöltnél. 1501. szeptember 16-án II. Ulászló Tolnán ratifikálta a francia királlyal kötött szövetséget.

### Magyar követség és leánykérés Franciaországban

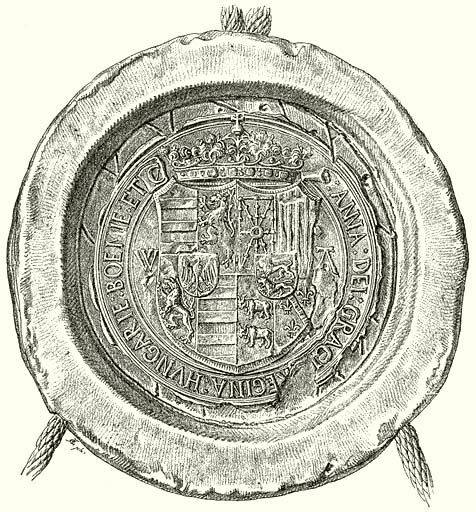
Anna királyné pecsétje rajta a latin nyelvű körirat: Anna Dei Graci(a) Regina Hvngarie Boemie et C(etera) (Anna, Isten kegyelméből Magyarország, Csehország stb. királynéja). A pecsét tartalmazza Anna királyné egyesített címerét, amely két négy osztatú címerrészt tartalmaz (a nyílt korona alatt hosszában kétfelé osztott pajzs jobb fele és a bal fele is négyelve): a bal oldali a házasságával szerzett országokat (balra fölül és jobbra lent (az 1. és 4. mezőben) a Magyar Királyság, jobbra fölül és balra lent (a 2. és 3. mezőben) a Cseh Királyság, középen (szívpajzsban) a Lengyel Királyság címere), a jobb oldali a születése jogán őt megillető területeket: balra felül (az 1. mezőben) a Navarrai Királyság, jobbra felül (a 2. mezőben) a Foix Grófság, balra lent (a 3. mezőben) a Béarni Algrófság és jobbra lent (a 2. mezőben) az Évreux-ház címere, középen (szívpajzsban) pedig a Bigorre Grófság címere, jeleníti meg. Az egyesített címer bal oldalán a férje, II. Ulászló latin nyelvű mongramja: W(ladislaus), míg jobboldalt Anna királyné nevének kezdőbetűje, egy A látható. A bécsi udvari levéltár eredeti példányáról rajzolta Fahrnbauer J. G.

II. Ulászló miután magyar részről aláírta a francia és magyar király között létrejött szövetség dokumentumát, Bácskai Miklós nyitrai püspököt és Telegdi István királyi tanácsost, későbbi kincstartót a már fent említett Cseh Györggyel együtt küldte követségbe a francia királyhoz. A magyar követség 1501. december 5-én érkezett Orléans-ba. Onnan Blois-ba mentek, ahol a francia király is ratifikálta a szerződést. A házassági szerződés Anna és II. Ulászló között 1502. március 23-án lett kiállítva a Blois-i kastélyban. Hozománya 40 .000 arany volt. A per procuram útján létrejött házasságot ezután kötötték meg. Foix Anna, Candale grófnője ettől a pillanattól kezdve magyar királynénak számít már.
Anna házasságának diplomáciai lebonyolítása idején a francia udvarban tartózkodott III. János navarrai király is, aki Anna mostohaanyjának, Albret Izabellának a bátyja és Cesare Borgia sógora – akik így Annának a mostohanagybátyái is voltak –, valamint Anna királyné elsőfokú unokatestvérének, I. Katalin navarrai királynőnek volt a férje, de Katalin királynő a források szerint nem volt jelen az eljegyzésen. Ez azzal is összefüggésben lehetett, hogy Anna a Navarrai Királyság alattvalója és a navarrai királyi család, a Foix-ház tagja is volt, valamint a navarrai trónöröklési listán is szerepelt, és ezért a Navarrai Királyság címere Anna pecsétjén is szerepelt. A navarrai király 1502. április 8-ától május 23-áig Blois-ban időzött. A sikeres házasságkötés alkalmából XII. Lajos a magyar diplomatákat megtisztelő módon megjutalmazta. Telegdi Istvánt abban részesítette 1502. május 24-én Blois-ban, hogy a címerében használhatta a francia Szent Mihály-rend jelvényét. A francia király ezután elhagyta Blois-t. Az újdonsült magyar királyné pedig francia kíséretével június 21-én utazott el Blois-ból. Kíséretében volt a francia udvar részéről többek között a testvére, Foix Ferenc, Doazit bárója, apjának egyik, házasságon kívül született fia, a magyar királyhoz akkreditált francia követ, a II. Ulászlóval egyidős François de Tournemine, la Guerche ura és Pierre Choque, a francia királyné fegyverhírnöke, aki megörökítette a magyar királyné útját Magyarországra, házasságkötését, koronázását a francia királyné és az utókor számára, magyar részről pedig többek között a házassági szerződést megkötő követek, így Bácskai Miklós, Telegdi István és Cseh György.

## A házasság létrejötte

### Házasságkötés Székesfehérvárott
II. Ulászló 1502. június 13-án adta hírül Budán kelt oklevelében Sopron polgárainak, hogy eljegyezte Candale-i Annát, és meghívta őket a Székesfehérvárott tartandó házasságkötésére, valamint a királyné koronázására.
A királyné végül 1502. június 21-én indult el Blois-ból Magyarországra. A Magyar Szent Korona Országai felségterületére 1502. augusztus 23-án lépett Zengg kikötőjének érintésével.
Innen Zágrábon keresztül folytatta útját. Perényi Imre főasztalnokmester, későbbi nádor fogadta a királynét Zákánynál, a szlavón-magyar határnál. „[...] II.  Ulászló király menyasszonyának [...] Magyarországba érkezésekor, magyar beszéd kíséretében a Drávánál ő adta át a király levelét és Magyarország akkori iparának leghíresebb termékét, a király ajándékát, t. i. három aranyos, nyolc-nyolc lóra való hintót, amelyek szépségükkel a franciákat nem kis bámulatra ragadták.”
Székesfehérvárra szeptember 27-én érkezett meg. 1502. szeptember 29-én ment férjhez II. Ulászló magyar királyhoz, és ugyanaznap, 1502. szeptember 29-én koronázta meg Bakócz Tamás esztergomi érsek Székesfehérvárott magyar királynévá.

## Candale-i Anna magyar királynévá koronázása
II. Ulászló magyar király egyik oklevelében így fogalmaz az Annával való házasságkötése alkalmából 1502-ben. (a következő szöveg korabeli, XX. század eleji nyelvi stílussal és helyesírással íródott, így némileg eltér a mai változattól):
|  | „Ulászló, Isten kegyelméből Magyarország stb. királya ezennel adjuk tudtára mindenkinek, hogy midőn az isteni Gondviselés intézkedése folytán ő felségét, a Foixi királyi családból származó Candalle Annát a római anyaszentegyház szertartásai szerint feleségül vettük és városunkban, Székesfehérvárott, ahol meghívásunkra számos fejedelmi követ, az összes főpapok, bárók, nemesek és főurak, nemkülönben a vármegyék kiküldöttei megjelentek, az ország régi szokása szerint megkoronáztattuk, [...].” |
|  | |

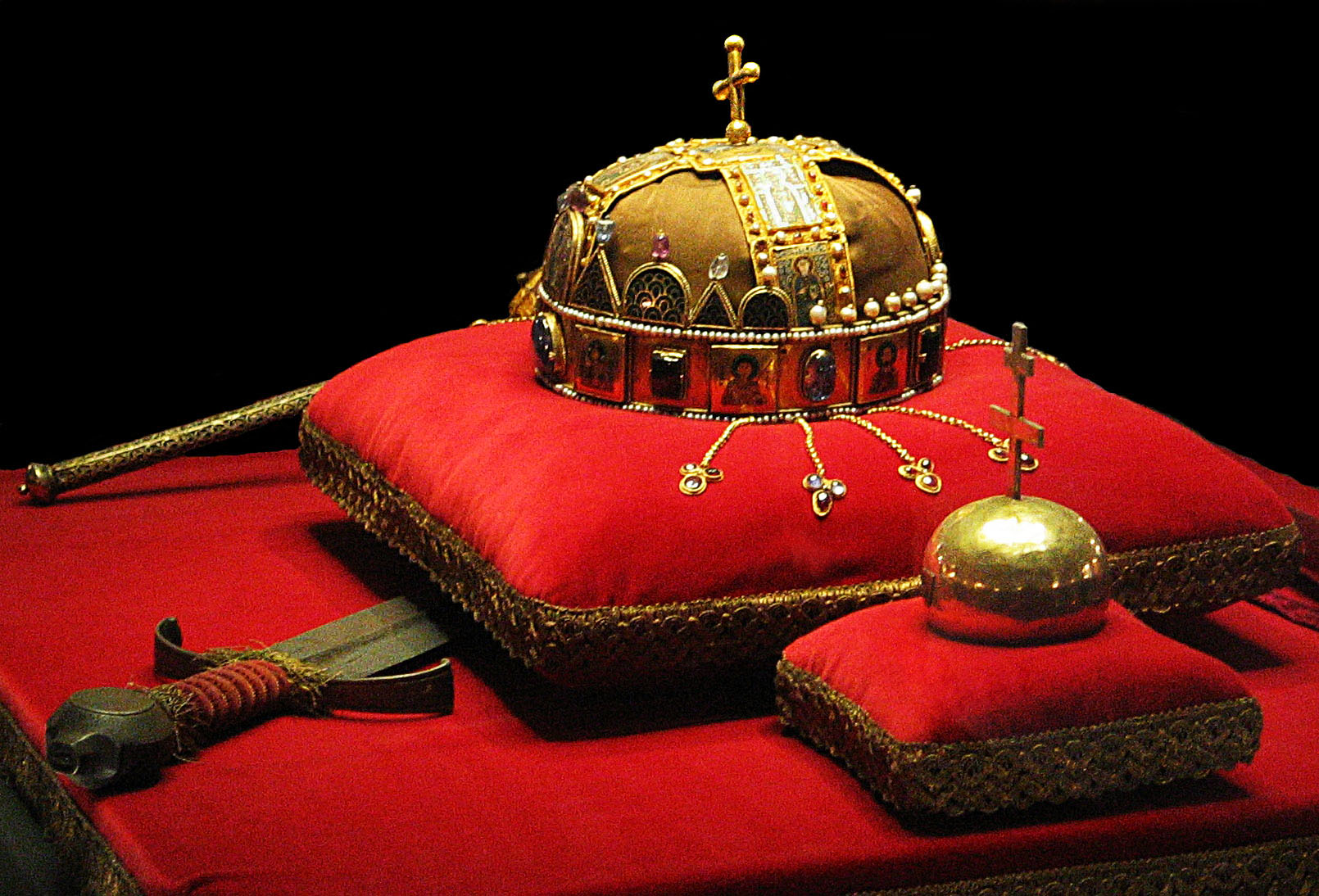
A Szent Korona, a jogar és az országalma

Pierre Choque, Bretagne-i Anna királyné fegyverhírnöke francia nyelven megörökítette a magyar királyné koronázását is, mely Szamota István közlésében magyarul is olvasható (a következő szöveg korabeli, XIX. század végi nyelvi stílussal és helyesírással íródott, így némileg eltér a mai változattól): „Szerdán megérkezett a korona, melyet az e czélból tartott és fizetett egyének, a visegrádi (Visigrade) erős várban őriznek. [...] A koronát, az országos szokás szerint díszbe öltözött 500 fegyveres kísérte. Csütörtökön, azaz szept. 29-én ment végbe a koronázás és az esküvő. A király czobolyprémes violaszínű szatén-ruhában és ugyancsak violaszínű kalpagban jelent meg menyasszonya lakásán. A felséges hölgy hasonló öltözetet viselt. A király jobbján haladt a királyné, kit a király fivére, az oppelni és glogaui herczeg vezetett, ezután következtek a többi főurak. Elől mentek Lőrincz herczeg, a nádor, Quercy ura, a velenczei és a többi követek. A menyasszony czímere a középen volt, ebből kiviláglott, hogy két királysággal állott rokonságban. Némelyek az angolországi rokonságról tudakozódtak, továbbá Candale grófságot is fölemlítették. Végre a templomba értünk, a közepén három lépcsőnyi magas emelvényen, két díszpad volt elhelyezve; az emelvényt, padokat, párnákat stb. aranynyal átszőtt karmazsin bársony borította. A király padja jobbról, a királynéé pedig balról állott. Körülöttök foglaltak helyet a pápai, a velenczei, a német birodalmi követek, a többi herczegek és főurak. A másik oldalon pedig a király fivére, az angol követ, Quercy (Guerche) ura, stb. helyezkedtek el. Mindezeknek székei csupa aranyszövetekkel voltak letakarva. A misét az esztergomi érsek, nyolcz püspök segédlete mellett mondta. A püspöksüvegek és pásztorbotok csak úgy ragyogtak a sok drágakőtől és gyöngytől. Az oltárt mintegy hatvan ezüstkép diszítette, ezek szent királyok, vértanúk és püspökök fejeit ábrázolták. A mise kezdete előtt, a király az oratóriumba lépett be és ott feltette a koronát, mely fekete hajfürtjeihez igen jól illett. A jogart a nádor, a kettős kereszttel diszített országalmáját pedig Lőrincz herczeg vitte előtte. A mise elején a király jobb kezébe vette a kormánypálczát, baljába pedig az országalmáját. Erre a király az oltárhoz ment, a királynét Quercy ura vezette oda. Az esketési szertartás befejezése után, a felséges hölgyet előbbi helyére vezették vissza. Ezután két püspök ismét az oltárhoz vezette a királynét; az esztergomi érsek erre hangosan kérdé: van-e valaki a herczegek, bárók, főurak és egyéb rendek közt, ki a felséges hölgy koronázását bármi okból ellenezné; mindnyájan fölkiáltottak: «coronetur», azaz koronáztassék, akarjuk és óhajtjuk, hogy királynénkká legyen, erre mély csend állott be. A királyné fejére gyönyörű koronát, jobb kezébe kormánypálczát, baljába pedig országalmát tettek. A királyné ezután visszatért helyére, mindeme uralkodói jelvények kitűnően illettek neki. Jóllehet a magyarok és a többiek nem győzték magasztalni szépségét, midőn franczia ruhában az országba érkezett, megkoronázva azonban még elbájolóbbá lett. Az isteni tisztelet alatt, a királynak Lőrincz herczeg és a nádor, a királynénak pedig Tamás gróf es Báthory (Balicort) szolgáltak. A szertartás befejezése után, az előbbi rendben tértek vissza, az országalmáit és a jogarokat a király és királyné előtt vittek. Végre a nagy terembe értek, hol már óriási előkészületek tétettek a díszebédre. A hosszú asztal közepén a királyné foglalt helyet, tőle jobbra a király, azután a király fivére, a nádor és a többi főurak. A királynétól balra a pápai követ, az esztergomi érsek és a többi főpapok; az asztal jobboldali vegén ült Quercy és a velenczei követek. Az asztal túlsó végénél, a franczia követtel szemben, az angol és német követek. Az étteremben a világ lehető legszebb pohárszékét láttam, ennek kilencz polcza majd leszakadt a sok csésze, findzsa, tányér, palaczk és csemegetál alatt, ugyanis mindez színaranyból és ezüstből volt. Ebéd után mindenki tisztelgett a királynál és a királynénál, azután következett a táncz és a zene. A király ezután elbúcsúzott feleségétől és lakosztályába vonult vissza, mivel rosszul volt.”

## Eredményei
Október 3-án vonultak be II. Ulászlóval Budára, és október 6-án kezdődtek meg a hivatalos ünnepségek, melyek két hétig tartottak. Pierre Choque így írta le a budai ünnepségeket:
„Október 3-án Ulászló és Anna Budára érkezett. A királyné fehér lovon ült. A városon kívül a papság, nemesség s polgárság kiküldöttjei üdvözlik a királyi párt. A királynénak a budai polgárok egy, címerével díszített fehér terítőt hoznak ajándékba. A város valamennyi harangjának zúgása és száz ágyúlövés közepette vonultak be a budai főutcán át a királyi palotába, melynek bejáratánál az udvari cselédek tömege sereglett köréje. Mikor a palota küszöbét átlépte, á király elbúcsúzott tőle és lakásába ment, a királynét pedig a király testvére, a nádor s több főúr és főúri hölgy lakosztályába vezette. Néhány napi pihenés után megkezdődnek az ünnepségek. A király a vár egy nagy termében díszebédet ad, a királyné fogadja az ország városai s különböző tartományai kiküldötteinek hódolatát és átveszi az ajándékokat: ezüst edényeket, drága aranyszöveteket, bársony kelméket, török szőnyegeket stb. Tizenkét napon át egymást követik a mindenfajta szórakozások, táncmulatságok, hangversenyek. lovagjátékok s különböző népünnepélyek (ökörsütés). Egy egész nap a vár udvarán a nép számára az egyik kútból hat csövön át víz helyett bor csorgott.”
A cseh királynéi koronázását kezdettől fogva tervezték, de mindig közbejött valami, a terhességei, II. Ulászló komoly betegségei, valamint a súlyos magyarországi belpolitikai helyzet, amik miatt mindig el kellett halasztani, végül a korai halála nem tette ezt lehetővé. Ennek következtében sohasem járt Csehországban, így cseh királynévá sem koronázták meg, és egyes életrajzi adatközlőkkel ellentétben ebből kifolyólag egyik gyermekét sem szülhette Prágában. Anna királyné rendkívül népszerű volt Magyarországon, és ezt annak is köszönhette, hogy 1326 óta ő volt az egyetlen magyar királyné, aki még férje életében fiú örököst tudott szülni, és a trónöröklés kérdését az 1505-ös rákosi végzésre adott méltó válaszként megnyugtatóan rendezni tudta, bár ez utóbbit már csak rövid ideig élvezhette.

## Irodalmak

### Korabeli források
- Andronico, Matteo: Epithalamium in nuptias Vladislai Pannoniarum ac Bohemiae regis et Annae Candaliae reginae (Esküvői ének Ulászló magyar és cseh király és Candale-i Anna házasságára) / Matthaeus Andronicus Tragurinus (1502), In: Juhász László: Bibliotheca Scriptorum Medii Recentisque Aevorum : saecula XV–XVI., 18. o., Teubner, Lipcse, 1933.
- d'Auton, Jean. Chroniques, Mémoires et Documens de l'Histoire de France. Seizième Siècle, Jean d'Auton krónikája Paul L. Jacob kiadásában (francia nyelven), Párizs: Silvestre (1834). Hozzáférés ideje: 2019. július 13.
- Chabriel, Angelus. Libellvs Hospitalis Mvnificentiae Venetorvm Excipienda Anna Regina Hvngariae per Angelvm Chabrielem Compositvs (Könyvecske Anna magyar királyné nagylelkű és vendégszerető fogadásáról Velencében), Lelőhely: OSZK Röpl. 11 (latin nyelven), Velence: Bernardino dei Vitali (1502). Hozzáférés ideje: 2019. július 13.
- Choque, Pierre. Candalei Anna (II. Ulászló felesége) útazása Zenggből Budára 1502 (a francia szöveg magyar fordításban),  In: Szamota István (szerk).: Régi utazások Magyarországon és a Balkán-félszigeten 1054–1717 (magyar nyelven), Budapest: Franklin-Társulat, 131–146. o. (1891). Hozzáférés ideje: 2019. július 13.
- Choque, Pierre. Discours des cérémonies du mariage d'Anne de Foix, de la maison de France, avec Ladislas VI, roi de Bohême..., (1502), /Premier article/, Pierre Choque krónikájának első része: A Velencei Köztársaságban, Antoine Le Roux de Lincy bevezetőjével (francia nyelven), Párizs: Antoine Le Roux de Lincy (1861). Hozzáférés ideje: 2019. július 13.
- Choque, Pierre. Discours des cérémonies du mariage d'Anne de Foix, de la maison de France, avec Ladislas VI, roi de Bohême..., (1502), /Second article/, Pierre Choque krónikájának második része: Velencétől Budáig (francia nyelven), Párizs: Antoine Le Roux de Lincy (1861). Hozzáférés ideje: 2019. július 13.
- Marczali Henrik: Candalei Anna II. Ulászló neje, magyarországi útjának és a menyegzői ünnepélyek leírása (Közlemények a párisi Nemzeti könyvtárból 1448–1596, 83–122), Magyar Történelmi Tár, 97–113, 1877 (Pierre Choque krónikája francia nyelven)
- Pray György és Millisits Mihály. Specimen Hierarchiae Hungaricae, complectens seriem chronologicam archiepiscoporum et episcoporum Hungariae cum rudi dioecesium delineatione adjectis, si quae sunt peculiares, preaerogativis, ut plurimum ex diplomatibus congestum, Pars I. De archiepiscopatu Strigoniensi et ejus suffraganeis (latin nyelven). Pozsony és Kassa: Landerer János betűivel (1776). Hozzáférés ideje: 2019. július 13.

### Szakirodalom
- Adot Lerga, Álvaro (1999). „Itinerario de los reyes privativos de Navarra: Juan III de Albret – Catalina I de Foix (1483–1517” (spanyol nyelven). Príncipe de Viana, Pamplona 60, 459–492. o. (Hozzáférés: 2019. július 13.)
- Anthony, Raoul. Identification et Étude des Ossements des Rois de Navarre inhumés dans la Cathédrale de Lescar (francia nyelven). Párizs: Masson (1931). Hozzáférés ideje: 2019. július 13.
- Birkás Géza. Francia beszámoló egy magyar királyi mennyegzőről, Francia utazók Magyarországon, Acta Universitatis Szegediensis: Sectio philologica, 16. Tomus, 228. o (magyar nyelven), 24–31. o. (1948). Hozzáférés ideje: 2019. december 6.
- Dobosy Tibor: Pierre Choque, Anna magyar királyné francia kísérője, Budapest, 1940.
- Dongó Gyárfás, Géza (szerk.). Adalékok Zemplén vármegye történetéhez, 17. kötet (magyar nyelven). Sátoraljaújhely: A „Zemplén” Könyvnyomtató Intézete (1912). Hozzáférés ideje: 2019. július 13.
- Fógel József. II. Ulászló udvartartása (1490–1516) (magyar nyelven). Budapest: MTA (1913). Hozzáférés ideje: 2019. július 13.
- Fraknói Vilmos. A Hunyadiak és a Jagellók kora (1440–1526),  In: Szilágyi Sándor (szerk.): A magyar nemzet története IV. kötet (magyar nyelven), Budapest: Athenaeum Irodalmi és Nyomdai Részvénytársulat (1896). Hozzáférés ideje: 2019. július 13.
- Györkös Attila. II. Ulászló házassága és a francia diplomácia, In: Makai János (szerk.): Acta Academiae Agriensis Nova Series. Sectio Historiae 39 (magyar nyelven), Eger: Eszterházy Károly Főiskola, 89–102. o. (2012). Hozzáférés ideje: 2019. július 13.
- Györkös Attila. A francia diplomácia és az 1506-os Habsburg-magyar háború, In: Bárány Attila – Györkös Attila – Pallai László (szerk.): A francia história hazai nagykövete. Ünnepi kötet a 65. éves Papp Imre születésnapjára (magyar nyelven), Debrecen: Debreceni Egyetem, 57–66. o. (2013). Hozzáférés ideje: 2019. július 13.
- Házi Jenő. Sopron szabad királyi város története. I. rész, 6. kötet, Oklevelek és levelek 1482-től 1520-ig. (magyar nyelven). Sopron: Székely és társa könyvnyomdája (1928). Hozzáférés ideje: 2019. július 13.
- Kollányi Ferenc: A veszprémi püspök királyné-koronázási jogának története, Egyházmegyei Könyvnyomda, Veszprém, 1901
- Kropf, Lajos (1895). „Anna királyné, II. Ulászló neje” (magyar nyelven). Századok 29, 689–709. o. (Hozzáférés: 2019. július 13.)
- Macek, Josef: Tři ženy krále Vladislava (Ulászló király három felesége), Mladá fronta, Prága, 1991
- Magony Imre: Társa az országnak. Királynék koronázása Székesfehérváron, Székesfehérvár Megyei Jogú Város Polgármesteri Hivatala, Székesfehérvár, 2007
- Magyar életrajzi lexikon I. (A–K). Főszerk. Kenyeres Ágnes. Budapest: Akadémiai. 1967.
- Solymosi László (szerk.): Magyarország történeti kronológiája I. A kezdetektől 1526-ig, (főszerk.: Benda Kálmán), Akadémiai Kiadó, Budapest, 1981
- Wenzel Gusztáv (1877). „II. Ulászló magyar és cseh királynak házas élete 1501–1506 (első közlemény)” (magyar nyelven). Századok 11, 630–641. o. (Hozzáférés: 2019. július 13.)
- Wenzel Gusztáv (1877). „II. Ulászló magyar és cseh királynak házas élete 1501–1506 (második közlemény)” (magyar nyelven). Századok 11, 727–757. o. (Hozzáférés: 2019. július 13.)
- Wenzel Gusztáv (1877). „II. Ulászló magyar és cseh királynak házas élete 1501–1506 (harmadik közlemény)” (magyar nyelven). Századok 11, 816–840. o. (Hozzáférés: 2019. július 13.)